# 나이츠랜딩

나이츠랜딩(Knights Landing, 이전 이름: 볼티모어, 이스트 그래프턴)은 미국 캘리포니아주 욜로군의 인구 조사 지정 구역이며 윌리엄 나이트가 건립하였다. 군의 북동부에 위치한 새크라멘토강에 있다. 나이츠랜딩의 ZIP 코드는 95645이며 지역 코드는 530이다. 2010년 인구조사에서 나이츠랜딩의 인구 수는 총 995명이다.